# Skalák (povídka)
Skalák je postromantická povídka české spisovatelky Karoliny Světlé. Byla vydána v roce 1872 samostatně a později mnohokrát jako součást souborů autorčiných povídek z Podještědí. Autorka  ve svém díle líčí tragický milostný osud ostrého hocha z prosté venkovské rodiny Skaláků a jeho mladičné dívky z bohaté statkářské rodiny Kučerových. Napsání povídky bylo inspirováno skutečnými událostmi.

## Děj
Na vsi v Podještědí žije rodina, otec s matkou a deset dětí. Otec však místo práce hýří a dává přednost společnosti v hospodě, a tak svou rodinu přivede k úpadku. Matka si dělá starosti, kde budou bydlet, avšak otec ji ujišťuje, že  střechu nad hlavou zajistí. Nakonec to není střecha, ale něco ještě pevnějšího: nechá do skály vytesat malý příbytek, do nějž se rodina uchýlí. Začne se jim říkat Skaláci. Děti jsou však slabé, a tak se jich devět nachladí a zemře, jen Jáchym zůstane. 
Jednou otec spadne ze skalních schodů, zlomí si vaz a zranění podlehne. Jáchym zůstane pouze s matkou, která ho pošle do služby. Jáchym však jde v otcových šlépějích, hraje v hospodě na housle, opíjí se a propadne kartám. Jednou večer, když se vrátí do skalákovny, najde tu matku mrtvou.
Později se do něj zamiluje mladá statkářská dcerka Rozička, která věří, že Jáchym není tak špatný, a domnívá se, že ho všichni zatracují jen omylem. Rozička je jediné dítě statkářky, ale ta ji nemá ráda. Přeje si, aby se Rozička vdala, aby pak ona sama měla s Roziččiným otčímem děti, které by zdědily její velký majetek.
Rozička Jáchymovi sdělí, že pokud si ji chce vzít, tak se musí polepšit a začít bohulibý život, o což se Jáchym pokusí. Dříve si sice všechny, včetně pana faráře, znepřátelil svou svéhlavostí, to chce ale nyní napravit. Pracuje na faře a  všechny překvapuje svou obětavostí a pracovitostí.
Když je Rozičce osmnáct let,  jde Jáchym žádat na obec o svolení k sňatku. Tam ale kvůli své minulosti nepochodí. Ve vzteku zabije obecního hodnostáře a je odsouzen na deset let do vězení. Od Rozičky se všichni odvrátí, matka jí dá peníze, aby se jí zbavila, a vyžene ji. Rozička chodí navštěvovat Jáchyma do vězení do Prahy, všemožně ho podporuje, posílá mu tam jídlo, uplácí vězeňské úředníky, a tak postupně utratí všechny peníze.
Když deset let uplyne, odvede si Rozička Jáchyma z vězení, ovšem ani jeden z nich neví, co si počít sami se sebou a navíc bez peněz. Povolení k sňatku nedostanou, na bývalém Roziččině statku spolu být nemohou, protože nejsou svoji. Jáchym je tedy zavede do své skalákovny. Rozička má obavy, že ani tady je spolu nenechají. Aby tu mohla Rozička zůstat, Jáchym se oběsí.

## Interpretace
Postromantický charakter této povídky, svými atributy připomínající vyprávění knížek lidového čtení (včetně nezbytné vraždy, následné sebevraždy, bezvýhradné, ale tragické lásky a sebeobětování ve prospěch milované osoby) se nese plně v duchu jiných próz Karoliny Světlé z konce 60. let (např. Kříž u potoka či Vesnický román), se kterými vykazuje i jiné pozoruhodné námětové shody. Nejcharakterističtější spojovací linií těchto próz je vykreslení absolutní morální převahy milostného citu nad společenskými konvencemi či sociální predestinací.
Vztah Rozičky a Jáchyma bývá ale vnímán i jako jakási reflexe tragicky nenaplněného sblížení mezi Karolinou Světlou a básníkem Janem Nerudou. To trvalo necelý rok a vrcholilo o prázdninách roku 1862, kdy Světlá pobývala ve Světlé v Podještědí a Neruda v Praze (!).  Světlá, podobně jako Rozička, zachraňovala svého milého Nerudu od vězení pro dlužníky. Stejně jako Rozička chtěla polepšit Jáchyma, Světlá chtěla spasit vnitřně rozháraného básníka, který mezi lety 1857 a 1868 nevydal jedinou sbírku, marnícího svůj talent v sarkasmu a alkoholu.